# Толмачёв, Александр Петрович
Александр Петрович Толмачёв (10 июля 1957) — советский и казахстанский футболист, нападающий.
Воспитанник чимкентской школы футбола, начинал играть в футбол в Сайраме. В первенстве СССР играл во Второй лиге. В 1979—1981 годах выступал за «Актюбинец» Актюбинск. В 1982—1991 годах выступал за «Мелиоратор» Чимкент, сыграл 285 матчей, забил 73 гола (не считая финальных и переходных турниров). В чемпионате Казахстана выступал за «СКИФ-Арсенал» Чимкент (1992), «Яссы» Туркестан (1993), «Жигер» Чимкент (1994). Завершил карьеру в клубе Первой лиги Казахстана Аксу (Аксукент) (1994—1995).
Работает детским тренером.